# Glöckner Berta
Glöckner Berta (Komárom, 1848. december 26. – Bécs, 1916. december 10.) színésznő.

## Élete
Zongoravirtuóznak készült, de Rudolf Tyrolt ösztönzésére a színház felé fordult. Hartmannál és Lewinskynél tanult. Pályafutását szöveg nélküli színházi szerepekkel kezdte a bécsi Burgszínházban. 1869-ben Linzbe szerződött, majd pedig Brünnbe. A színház leégése után 1870-ben a bécsi Carl Theater tagja lett. Ezt követően 1876-tól a pesti német-, 1877-ben bécsi, majd 1878-ban müncheni, 1878-1881 között szentpétervári és 1882-ben moszkvai színtársulatok tagja. 1896-ban Botzenhart Alberthoz ment feleségül és visszavonult.

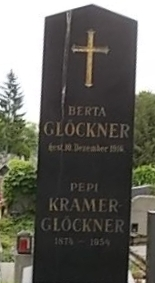
Sírköve

Bécsben nyugszik.